# Николаев, Алексей Александрович (полный кавалер ордена Славы)
Алексей Александрович Николаев (1909 — 6 мая 1945) — командир пулемётного отделения 280-го стрелкового полка (185-я стрелковая дивизия, 47-я армия, 1-й Белорусский фронт) старшина, участник Великой Отечественной войны, кавалер ордена Славы трёх степеней.

## Биография
Родился в 1908 году в городе Санкт-Петербург в семье рабочего. Русский. В 1927 году окончил 9 классов средней школы в городе Ленинград и в 1924 году - школу фабрично-заводского ученичества. Работал слесарем-лекальщиком на заводе текстильного машиностроения имени Карла Маркса в городе Ленинград (Санкт-Петербург).
В 1930-1932 годах проходил срочную службу в Красной армии, в 124-й стрелковой дивизии на Дальнем Востоке. После увольнения в запас вернулся в родной город. Работал слесарем, мастером, старшим мастером на заводе № 522 Наркомата боеприпасов. После эвакуации завода оставался в осаждённом городе.
В феврале 1943 года был призван в Красную армию Молотовским райвоенкоматом города Ленинград. С этого же времени на фронте. Боевой путь начала составе 59-го стрелкового полка 124-й стрелковой дивизии, участвовал в обороне Ленинграда. В апреле 1943 года был тяжело ранен, лечился в госпитале. После выздоровления был направлен в 34-й запасной стрелковый полк (г. Вологда), откуда с маршевой ротой убыл на фронт.
С февраля 1944 года сражался в рядах 280-го стрелкового полка 185-й стрелковой дивизии, был пулемётчиком, командиром пулемётного отделения. Весной 1944 года был легко ранен, вернулся в свою часть. Участвовал в боях за освобождение Польши, в Люблин-Брестской операции.
10 августа 1944 года в районе севернее города Миньск-Мазовецки (Польша) сержант Николаев скрытно выдвинул 2 пулемёта впереди боевых порядков пехоты. При отражении контратаки врага неожиданным огнём уничтожил до 25 гитлеровцев, подавил огонь 3 пулемётных точек.
Приказом по частям 185-й стрелковой дивизии от 22 августа 1944 года (№47/ н) сержант Николаев Алексей Александрович награждён орденом Славы 3-й степени.
К концу августа 1944 года дивизия вышла к реке Висла в районе Варшавы, натолкнулась на усилившееся сопротивление. 10 сентября 1944 года дивизия возобновила наступление, принимала участие в освобождении Праги-предместья Варшавы.
15 сентября 1944 года в бою на северной окраине города Варшава (Польша) старший сержант Николаев, командуя пулемётным расчётом, отразил 4 контратаки противника, истребил свыше 20 гитлеровцев и удержал занимаемый рубеж. 19 сентября, когда вышли из строя бойцы расчёта, остался у пулемёта один и отразил вражескую атаку, поразив до 15 гитлеровцев. Был представлен к награждению орденом Красной Звезды.
Приказом по войскам 47-й армии от 29 октября 1944 года (№ 145/н) старший сержант Николаев Алексей Александрович награждён орденом Славы 2-й степени.
В том же районе севернее Варшавы дивизия находится до января 1945 года. Затем участвовала в Висло-Одерской наступательной операции.
15 января 1945 года в бою при прорыве сильно укреплённой обороны противника в районе населённого пункта Легионово (15 км северо-западнее Варшавы, Польша) старшина Николаев метким огнём подавил 3 вражеских пулемёта. 16 января сходу преодолел реку Висла и пулемётным огнём прикрывал переправу стрелковых подразделений, истребив около 60 гитлеровцев.
Указом Президиума Верховного Совета СССР от 24 марта 1945 года старшина Николаев Алексей Александрович награждён орденом Славы 1-й степени. Стал полным кавалером ордена Славы.
Наступление на Берлин в апреле 1945 года дивизия начала с Кюстринского плацдарма, с боями обошла город с северо-запада и продолжила наступление на запад, в направлении реки Эльба. 1 мая 1945 года принимала участие в освобождении города Бранденбург, 5 мая 1945 года вела тяжёлый бой у станции Цабакук.
6 мая 1945 года на улице населённого пункта Цабакук (земля Саксония-Анхальт, Германия) группа солдат и офицеров полка, в составе которой был старшина Николаев, попала под артобстрел. Николаев был тяжело ранен и умер в тот же день.
Был похоронен на месте гибели.
После войны был перезахоронен как неизвестный. В 1948 году в селении Цабакук значилось 4 могилы советских солдат, чьи имена не были установлены. Ближайшее воинское захоронение, на котором он мог быть перезахоронен, в городе Гентин.

## Награды
- орден Славы I степени(24.03.1945)[2]
- орден Славы II степени(29.10.1944)[3]
- орден Славы III степени (28.08.1944)[4]
- Медаль «За отвагу»[1]